# Роман Струць
Рома́н Струць (нар. 18 жовтня 1927 — пом. 20 вересня 2013) — професор-емерит німецької філології і компаративістики. Викладав у американських університетах, в Університеті Калґарі (Канада), а також у Національному університеті «Києво-Могилянська Академія».
Переклав англійською Фрідріха Шлеґеля «Діалоги про поезію та літературні афоризми» (1968). Автор монографії «Franz Kafka: His Craft and Thought» (1986), а також багатьох розвідок і статей про творчість Томаса Манна, Крісти Вольф, Йозефа Рота, Федора Достоєвського, Федора Сологуба, Миколи Гоголя, Ернеста Т. А. Гофмана.
Сфера актуальних зацікавлень: рецепція німецьких романтиків в німецькій та інших літературах.